# Rancho San Pedro
Le Rancho San Pedro est l'une des premières concessions de terres en Californie et la première à obtenir un brevet des États-Unis. La Couronne espagnole accorda les 75 000 acres (30 351 hectares)  de terre au soldat Juan José Domínguez en 1784, ses descendants validant leur revendication légale auprès du gouvernement mexicain sur 48 000 acres (19 425 hectares) en 1828, puis en maintenant leur revendication légale par le biais d'un brevet américain validant 43 119 acres (17 450 hectares)  en 1858. La concession de terre d'origine espagnole comprenait ce qui se compose aujourd'hui des villes de la côte pacifique du port de Los Angeles, San Pedro, la péninsule de Palos Verdes, Torrance, Redondo Beach, Hermosa Beach et Manhattan Beach, et à l'est de la rivière Los Angeles, y compris les villes de Lomita, Gardena, Harbor City, Wilmington, Carson, Compton et les parties ouest de Long Beach et Paramount .

## Histoire
Juan José Domínguez (1736-1809), un soldat espagnol, arrivé à San Diego, Californie, en 1769 avec Fernando Rivera y Moncada servit dans l'expédition Gaspar de Portolà et, avec Junípero Serra, se rendit à San Juan Capistrano, San Gabriel et Monterey . En 1784, Dominguez obtint une concession de dix-sept ligues espagnoles, soit 75 000 acres (30 351 hectares) , de l' Empire espagnol.
L'autorisation de pâturage originale de Domínguez s'étendait de l'actuel Compton à la péninsule de Palos Verdes, mais ne devint un titre foncier qu'après avoir été «ré-accordée» en 1822 à l'époque mexicaine au neveu et héritier de Juan José, Cristóbal Domínguez. Cristóbal mourut peu de temps après, mais ses trois fils s'installèrent dans le ranch, construisant des maisons en pisé. L'année suivante, Manuel Domínguez, fils aîné de Cristóbal Domínguez, épousa María Engracia de Cota et commença une carrière réussie, élevant du bétail et servant dans divers bureaux élus et nommés à Los Angeles.

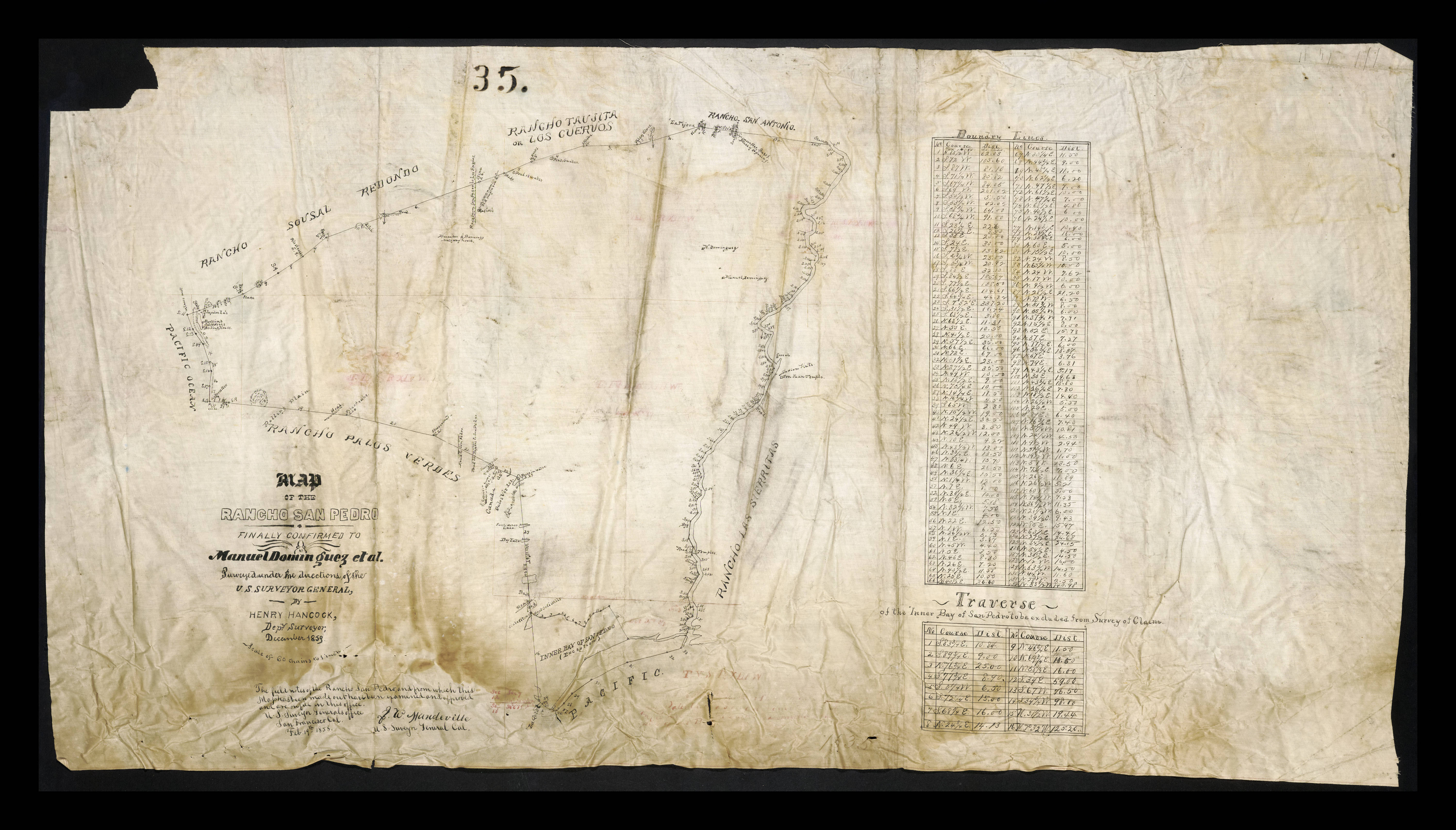
Carte d'enquête de 1859 du Rancho San Pedro décernée à Manuel Dominguez

Pendant de nombreuses années, une partie de la concession de terres de Rancho San Pedro fut contestée entre les familles Domínguez et Sepúlveda par divers appels aux gouverneurs espagnols et des poursuites judiciaires de 1817 à 1883 et finalement fut divisée en dix-sept parcelles en 1882. La famille Sepúlveda reçut 31 629 acres (12 800 hectares) connus sous le nom de Rancho de los Palos Verdes qui devint plus tard les villes de la péninsule de Palos Verdes, ainsi que des portions de Torrance et de San Pedro.
Avec la cession de la Californie aux États-Unis après la guerre américano-mexicaine, le traité de 1848 de Guadalupe Hidalgo prévoyait que les concessions de terres soient honorées. Comme l'exige la loi foncière de 1851, une revendication pour Rancho San Pedro fut déposée auprès de la Commission des terres publiques en 1852, et un brevet pour 43 119 acres (17 450 hectares) fut accordé à Manuel Domínguez et signé par le président James Buchanan le 18 décembre 1858 .
En 1869, le major général de l'armée de l'Union William Starke Rosecrans acheta 16 000 acres (6 475 hectares) . Le "Rosecrans Rancho" était bordé par ce qui fut plus tard Florence Avenue au nord, Redondo Beach Boulevard au sud, Central Avenue à l'est et Arlington Avenue à l'ouest.

## Sites historiques
- Dominguez Rancho Adobe (en). L'adobe de Manuel Dominguez, fut achevé en 1826, et est un site historique national[6] .
- La Bataille de Dominguez Rancho . La bataille de la guerre américano-mexicaine s'est déroulée sur le site du rancho.
- Les clarétains ont été basées et jardinées à côté du Dominguez Rancho Adobe depuis vers 1900.